# ハルネ小田原
ハルネ小田原（ハルネおだわら、HaRuNe小田原）は、神奈川県小田原市の小田原駅東口のバスターミナルの地下にある地下街。地上の小田原駅や駅ビルであるラスカ小田原とも通路で直結している。

## テナント・施設
「地域資源を集めた経済活性化の拠点」を目指しており、開業時の24店舗のうち17店舗が地元の小田原市内の事業者によって出店された。
主要な通路の床面に小田原市内の見どころを紹介する地図を埋め込んだほか、かまぼこ板をイメージしたカラフルなベンチのある広場など施設面でも地域色を打ち出している。
また、公共・公益的施設も入居している。

### 公共・公益施設
各施設の位置はこちら。
- 街かど案内所「小田原日和」 - 各商店街が連携して地元特産品や観光名所を案内するカウンター[9]。
- ハルネ広場・うめまる広場 - イベントやワークショップを開催する催事スペース[15]。
- 壁屋総本舗・ハルネギャラリー - 人通りの少ない東通路の壁面に設置した棚で[9]、地元の団体や一般市民などの商品を展示販売する[8]。

### 特産品・地場産品・地元店
フロアマップ。
- 朝ドレファ〜ミ♪ - 地場の野菜や肉を扱う[5]JAかながわ西湘の農産物直売所[14]。
- 山安(やまやす) - 文久三年（1863年）創業、150年の歴史を有する小田原の老舗干物店。
- キッチンうおくに - 地元・小田原漁港の魚を使った惣菜[16][13]。
- 小田原かまぼこ本陣 - 小田原蒲鉾組合の[17]13社の商品を販売する[5]特産品のかまぼこの専門店で[16]、一口サイズを中心に販売[9]。
- 中ちゃん家のお惣菜 - 自家製コロッケや牛メンチカツ等に定評のある、小田原の老舗精肉店「肉のプロショップ中川」の惣菜専門店。
- 小田原田中屋本店 - 梅干しの専門店[8]。
- TAKUMI館[9] - 小田原・箱根地域に伝わる工芸技術を生かした木製品を扱う雑貨店[12]。

飲食店
- きみのそば - 小田原地域木材を店内に使用した国産十割そば店。
- 田むら銀かつ亭 - 箱根強羅の「豆腐カツ煮」の名店。

スイーツ
- 曽我乃正栄堂(そがのしょうえいどう) - 明治38年（1905年）創業、曽我地区の老舗和菓子店。
- 菜の花ヴィレッジ - 明治38年創業の「菜の花」による和洋菓子・カフェ・生活雑貨の総合ショップ。

### その他
フロアマップ。
- イニミニマニモ - ドリンク。
- ヴィ・ド・フランス - ベーカリー。
- カルディコーヒーファーム - コーヒー・輸入食品。
- フィットフィット - 婦人靴。
- メトロ マルタ - 西湘エリアの雑貨・コスメ店。
- AWESOME STORE - 原宿の雑貨店。
- JINS - メガネ店。
- 藤木屋 - 酒・タバコ。
- 小田原駅手ぶら観光センター（ヤマト運輸）
- カーブス - 女性専用30分体操教室。

## 歴史

### 開業までの経緯
小田原駅前広場の計画決定を受けて、事業に全面的に協力してきた箱根登山鉄道（現：小田急箱根）が、1956年（昭和31年）に小田原駅前に地下商店街新設のため用地使用の申請書が神奈川県と日本国有鉄道（国鉄）に提出したのが始まりである。
しかし、この計画申請に対して地元商店街などが猛烈な反対運動を繰り広げたため、計画は一旦頓挫することになった。
1969年（昭和44年）に箱根登山鉄道と小田原市、小田原商工会議所、商店街連合会の4者で委員会を発足させて調整を進め、1972年（昭和47年）5月19日に地下街特許事業会社として「小田原地下街株式会社」を設立した。
発足時の出資比率は、調整の結果、箱根登山鉄道35%、国鉄系の鉄道弘済会35%、小田急電鉄14%、小田原市8%、小田原商工会議所7%となった。
枠組みが決定して本格的な事業化に取り組み始めたところ、建設省と運輸省（共に現・国土交通省）、消防庁と警察庁の4省庁による1973年（昭和48年）7月31日付の地下街に関する基本方針が出された。
これにより地下街の災害対策の規制が強化されることになったため、計画を大幅に修正して防災機能を強化し、1975年（昭和50年）5月に着工に漕ぎ着けた。
1976年（昭和51年）11月23日に神奈川県内で2番目の地下街として、66店舗が出店する「小田原駅前地下街」として開業した。
開設の同意を地元の商店街から取り付けた際に地元の商店を優先して入居させるとの条件が付けられていたが、地元・小田原市に本拠を置く店舗は約40%に過ぎず、東京を中心とする市外からの出店が過半数を占めることになった。

### 郊外との競争や不況で破綻
小田原市内で初めての総合ショッピングセンターとして開業し、「おだちか」の通称で親しまれるファッションやグルメの拠点となり、最盛期の1991年（平成3年）には売上高約87億円に達した。
しかし、JR東海道線鴨宮駅近くの川東地区に1993年（平成5年）10月21日にダイドープラザが開業して核店舗のイトーヨーカドー小田原店が見込んでいた年間売上高約85億円を大幅に上回る年間売上高約154億円を1997年（平成9年）2月期に上げたのを皮切りに、1999年（平成11年）3月18日に小田原シティモールクレッセが開業したほか、2000年（平成12年）9月28日にはダイドープラザロビンソン百貨店小田原が入居するウエストモールが増設され、イトーヨーカドー小田原店が入居する既存のイーストモールと合せて百貨店と総合スーパーの2核を持つショッピングセンターダイナシティとなるなど駐車台数5,000台を超える郊外型の商業地区が誕生した。
そうした郊外の商業施設の影響を受けて2001年（平成13年）には売上高が約33億円まで落ち込み、運営していた「小田原地下街株式会社」が約17億円の負債を抱えて、2002年（平成14年）7月に民事再生法の適用を申請して経営破綻し、それに伴って地下街も閉鎖となった。
2003年（平成15年）3月に小田原市と小田原商工会議所、さがみ信用金庫などが出資して「株式会社アミーおだちか」を設立し、同社が小田原市が所有する施設の運営する形で営業を開始した。
しかし、不況の長期化に加えて当館に隣接する小田原駅ビル「小田原ラスカ」が開業したことなどもあって売上とテナントの減少に歯止めを掛からず、施設の老朽化に伴って設備投資も増加したことが重なったため、2007年（平成19年）6月30日に全店舗を閉鎖して地下街としての営業を終了した。

### 地下道機能の維持から再開へ

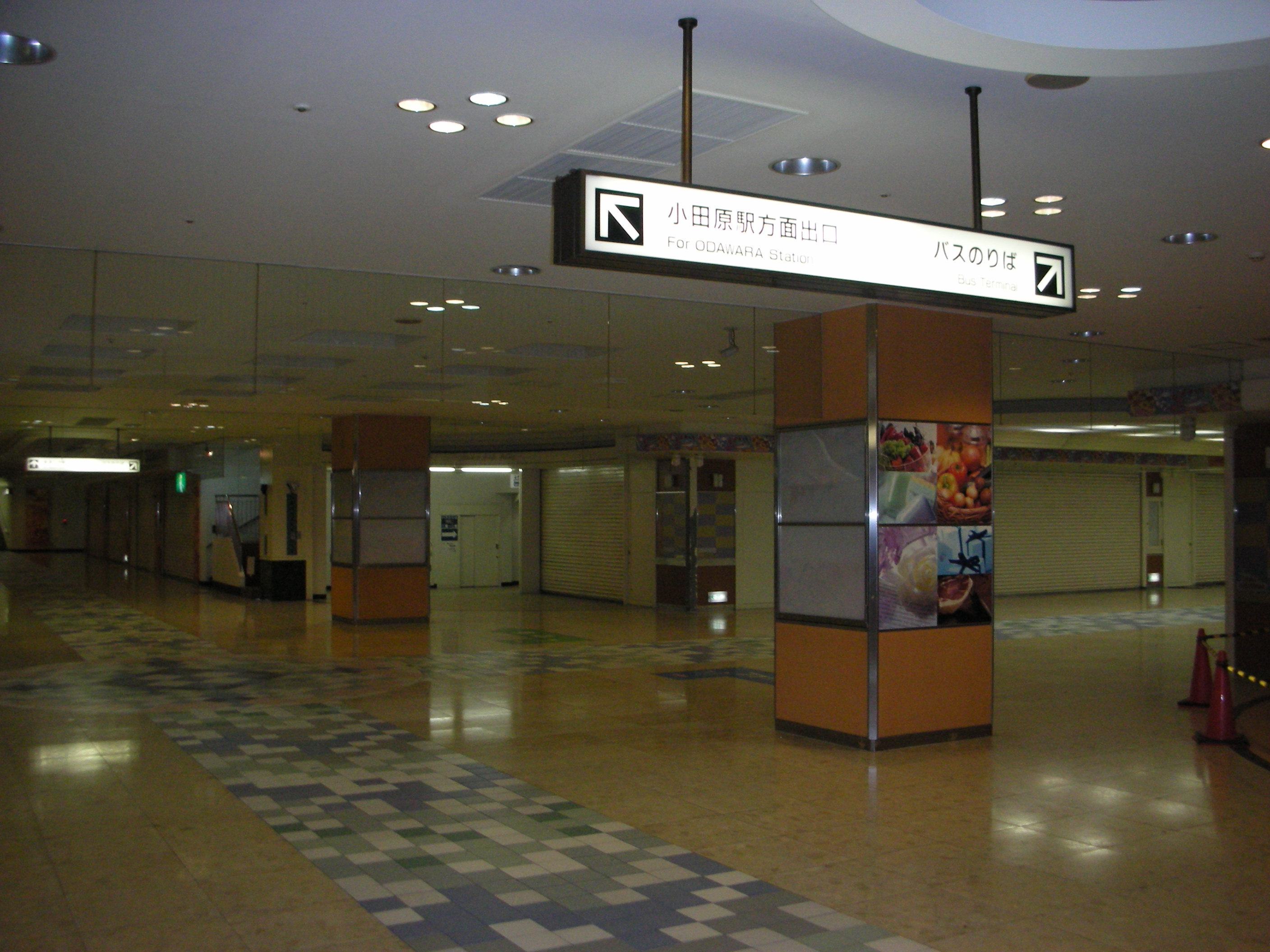
地下道として活用されている時点のハルネ小田原（2009年12月）

地下街としての営業が終了した後は、地下道として通行可能な状態が維持されることになったが、光熱水費や警備、清掃などの施設管理費を小田原市が負担する形となった。
この費用は初年度だけで約5800万円で、2012年（平成24年）度までに合計で約2億3000万円を負担している。
2007年（平成19年）6月の地下街としての営業休止の時点では、「地下街全体を一括して経営する企業」へ譲渡して民間の商業施設としての再開を目指すことを中心にしながら、公共的な利活用も視野に入れて検討を始めていた。
2011年（平成23年）2月に加藤憲一小田原市長が商業施設としての再開する方針を示し、2013年（平成25年）3月に再開する目標を発表した。
そして、土地の半分を所有するJR東日本と協議を進め、同社の子会社である湘南ステーションビルに再生計画の策定業務を2012年（平成24年）2月末納期で委託した。
ところが、2011年（平成23年）9月14日に開かれた小田原市議会の9月定例会本会議で実施設計委託料を削除した補正予算の修正案が可決されて同意が得られず、再開は延期されることになった。
その後、経済団体などとの意見交換を受けて追加の要望が出たことから、実施計画策定業務の納期を2013年（平成25年）3月29日に変更するなど、さらに計画が遅延していくことになった。
2013年（平成25年）12月11日に開かれた小田原市議会の12月定例会本会議で改修工事の請負契約議案が可決され、2014年（平成26年）1月下旬から同9月末までの予定で改修工事が行われることになった。
この改修工事では耐震補強や施設整備の改修・更新のほか、利用者の動線を改善するための小田原駅東口と直結するエスカレーターや搬入用エレベーターの新設などの施設の改善も含まれていた。

### 「ハルネ小田原」としての再開
新装開業に際しては愛称を「アミーおだちか」から変更することになり、小田原市内外の市民からの公募868件の中から「HaRuNe小田原（ハルネ小田原）」を選んで、2014年（平成26年）4月30日に正式に発表した。
そして、「ハルネ小田原」として2014年（平成26年）10月29日に内覧会が開かれ、11月1日に正式に開業した。

## 年表
- 1956年（昭和31年） - 箱根登山鉄道が小田原駅前に地下商店街新設のため用地使用の申請書が神奈川県と日本国有鉄道に提出[7]。
- 1969年（昭和44年） - 箱根登山鉄道と小田原市、小田原商工会議所、商店街連合会の4者で委員会を発足させて調整を本格化[2]。
- 1972年（昭和47年）5月19日 - 地下街特許事業会社として「小田原地下街株式会社」を設立[18]。
- 1975年（昭和50年）5月 - 着工[7]。
- 1976年（昭和51年）11月23日 - 神奈川県内で2番目の地下街として開業[3]。
- 2002年（平成14年）7月 - 「小田原地下街株式会社」が約17億円の負債を抱えて[4]民事再生法の適用を申請して経営破綻し[25]、地下街も閉鎖[16]。
- 2003年（平成15年）3月 - 小田原市と小田原商工会議所、さがみ信用金庫などが出資して設立した「株式会社アミーおだちか」が運営する形で営業を再開[4]。
- 2007年（平成19年）6月30日 - 全店舗を閉鎖して「アミーおだちか」が地下街としての営業を終了[4]。
- 2011年（平成23年）
  - 2月 - 加藤憲一小田原市長が商業施設としての再開する方針を表明[11]。
  - 9月14日 - 小田原市議会の9月定例会本会議で実施設計委託料を削除した補正予算の修正案を可決[27]。
- 2013年（平成25年）12月11日 - 小田原市議会の12月定例会本会議で改修工事の請負契約議案を可決[11]。
- 2014年（平成26年）
  - 1月下旬から同9月末 - 改修工事[11]。
  - 4月30日 - 新たな愛称「HaRuNe小田原（ハルネ小田原）」の選定と新ロゴを正式に発表[28]。
  - 10月29日 - 内覧会[12][15]。
  - 11月1日 - 正式開業[5]。

## 建造物の特徴
小田原駅前広場下に建設された鉄筋コンクリート造（一部鉄骨造）の地下2階の地下街で、平面図としては五角形となっている。
敷地面積は約6,531m2で、延床面積は約7,984m2である。
主要な施設は5,000m2を超える広さを持つ地下1階にあり、「アミーおだちか」時代には、面積約2,344.8m2の店舗部分と約2,381.9m2の公共通路、2か所に公共広場が配置されていた。
公共地下歩道や駐車場などの地上交通の混雑緩和のための地下街以外は新設を禁止された後の開業であるが、公共駐車場は併設されなかった。

## 愛称・通称
かつては、「アミーおだちか」という愛称を持つと共に、「おだちか」の通称で親しまれていた。
しかし、新装開業に際しては愛称を変更することになり、2014年（平成26年）4月30日に小田原市内外の市民からの公募868件の中から選定した「HaRuNe小田原（ハルネ小田原）」に決定して正式に発表した。
なお、この愛称には「根が地中から吸い上げる植物のエネルギーの源であることから、地下街が小田原の魅力を吸い上げて街中に人が回遊するように根を張る」との意味が込められているとされている。
「ハルネ小田原」のロゴデザインも新たに制作され、芽吹きや成長のイメージを持たせるように黄緑色を用いられた。